# Asiana Airlines Flight 214
Asiana Airlines Flight 214 var en international ruteflyvning fra Incheon International Airport ved Sydkoreas hovedstad Seoul til San Francisco International Airport (SFO) i USA. Om morgenen lørdag den 6. juli 2013 styrtede flyet ned under indflyvningen til SFO. Den benyttede flytype var Boeing 777-200ER tilhørende det sydkoreanske selskab Asiana Airlines.  Det var den første ulykke med et Boeing 777-fly med dødelig udgang, siden flytypen kom i drift i 1995.

## Personskader
Af de 307 personer ombord blev én af passagerne dræbt ved selve styrtet, mens én blev dræbt ved at blive kørt over af en brandbil (crashtender) fra lufthavnen. Én tredje passager døde på hospitalet nogle dage efter ulykken. 181 blev såret, hvoraf de 12 var med kritiske skader. Blandt de sårede var tre stewardesser, der blev kastet ned på landingsbanen da halepartiet brækkede af, mens de stadig var spændt fast til deres sæder.

## Styrtet
Den 6. juli 2013 lettede flyet fra Incheon Internationale Lufthavn (ICN) kl. 05:04 KST (08:04 UTC), 34 minutter efter det planlagte afgangstidspunkt. Det var planlagt til at lande i San Francisco International Airport (SFO) kl. 11:04 PDT (18:04 UTC).
Landingen skulle på grund af godt og klart vejr foregå ved visuel indflyvning til bane 28L kl. 11:21 PDT, og flyet skulle opretholde en hastighed på 180 knob (330 km/t) indtil flyet var 5 miles (8 km) fra landingsbanen. 
Kl. 11:28 styrtede flyet ned kort før landingsbanen. Landingsstel og derefter halen havde ramte et dige, som holder San Francisco Bugtens vand væk. Dette resulterede i at halen og begge motorer faldt af flyet. Cirka ét minut efter udbrød der en mindre brand i flyet på grund af en bristet olietank over højre motor. Olien blev ikke blandet med brændstof. De fleste passagerer var selv i stand til at forlade flyet ved egen kraft. 